# Cyril Guittet
Pour les articles homonymes, voir Guittet.
Cyril Guittet est un joueur français de volley-ball né le 13 août 1992 à Poitiers (Vienne). Il mesure 1,89 m et a joué Réceptionneur-attaquant jusqu'en 2014 puis libéro depuis.
Il occupe désormais un poste de team leader dans une entreprise de développement informatique. 
Son grand-père Jacques Guittet, est un ancien escrimeur international français, plusieurs fois champion du monde et médaillé de bronze aux Jeux olympiques d'été de 1964.

## Clubs
| Club                 | De        | À         |
| -------------------- | --------- | --------- |
| Fontaine-le-Comte    | 2003-2004 |           |
| Saint-Benoît         | 2004-2005 | 2007-2008 |
| Tours Volley-Ball    | 2008-2009 | 2012-2013 |
| Harnes Volley-Ball   | 2013-2014 | 2014-2015 |
| Cambrai Volley-Ball  | 2015-2016 | 2016-2017 |
| Volley ball Arlésien | 2017-2018 | 2020-2021 |
| Pontet Volley        | 2021-2022 | actuel    |

## Palmarès
- Championnat d'Europe des moins de 19 ans (1)
  - Vainqueur : 2009
- Championnat de France (3)
  - Vainqueur : 2010, 2012, 2013
  - Finaliste : 2011
- Coupe de France (4)
  - Vainqueur : 2009, 2010, 2011, 2013
- Supercoupe de France (1)
  - Vainqueur : 2012
- Champion de France N3 avec Pontet Volley (1)
  - Vainqueur : 2022
- Coupe de France cadets (1)
  - Vainqueur : 2007 à Castres (avec Swan N'Gapeth)
- Coupe de France minimes (1)
  - Vainqueur : 2005 à Narbonne (avec Swan N'Gapeth)
- Coupe de France benjamins 
  - Finaliste : 2003 à Saint Barthélémy d'Anjou (avec Swan N'Gapeth)
- Championnat de France des sélections départementales benjamins (2) 
  - Vainqueur : 2004 à Eaubonne, 2005 à Poitiers (avec Swan N'Gapeth et Earvin N'Gapeth)